# S. Robson Walton
Samuel Robson Walton (Tulsa, 28 de outubro de 1944) é filho do fundador do Wal-Mart, Sam Walton, e atualmente é o presidente do conselho desta companhia. Foi listado pela revista Forbes em 2005 como o décimo homem mais rico do mundo com uma fortuna de 18,3 bilhões de dólares e em 2011 com 21,0 bilhões de dólares.
Nas horas vagas, Robson é piloto em corridas de carros antigos.
Em 2014 a Revista Forbes classificou Robson Walton  como a 14° pessoa mais rica do mundo, com 34,2 bilhões de dólares.